# Kleo Pleyer
Kleophas Franz Pleyer (* 19. November 1898 in Eisenhammer bei Hluboka, Österreich-Ungarn; † 26. März 1942 bei Staraja Russa in Russland) war ein sudetendeutscher nationalsozialistischer Politiker und Historiker.

## Leben und Werk

### Herkunft und früher Aktivismus
Kleophas Franz Pleyer, der sich später stets nur Kleo Pleyer nannte, wurde als das neunte von zehn Kindern des Hammerschmieds Joseph Pleyer und seiner Frau Barbara geboren. Sein jüngerer Bruder war der Schriftsteller Wilhelm Pleyer.
Pleyer wuchs in Kralowitz an der deutsch-tschechischen Sprachgrenze auf, sprach fließend Deutsch und Tschechisch und absolvierte die Bürger- und Handelsschule. Ab 1914 arbeitete er in einem Industriebetrieb in Pilsen. Im Juni 1916 meldete er sich als Kriegsfreiwilliger. Im Ersten Weltkrieg wurde er in Galizien und am Isonzo eingesetzt. Er wurde mit der Silbernen Tapferkeitsmedaille ausgezeichnet und verwundet. Den Zusammenbruch der Habsburgermonarchie erlebte er felddienstunfähig in einer ungarischen Garnison.
Geprägt von der antisemitischen alldeutschen Bewegung Georg von Schönerers beteiligte Pleyer sich 1919 als Jugendfunktionär an den Unruhen in den deutschen Gebieten der Tschechoslowakei. Er besuchte die Egerländer Volkshochschule in Dölitz, wo er sich der Jugendbewegung anschloss. In der Folge leitete er etwa die Propaganda des Bundes Jungdeutschland.
Im November 1920 trat er der Deutschen Nationalsozialistischen Arbeiterpartei der Tschechoslowakei (DNSAP) bei, für die er sich als Jugendführer und Parteiredner engagierte, und für die er das Kampflied der Nationalsozialisten („Wir sind das Heer vom Hakenkreuz“) schrieb, mit dessen erster Strophe das 1927 gedruckte Parteiprogramm der NSDAP schloss.
Im September 1921 wurde Pleyer in der Tschechoslowakei verhaftet und des Hochverrats angeklagt, aber freigesprochen. Im Dezember 1921 ging er nach Prag, wo er Privatunterricht nahm und im September 1922 als Externer am Altstädter Realgymnasium sein Abitur ablegte. Anschließend nahm er ein Studium der Germanistik, Slawistik und Philosophie an der Karl-Ferdinands-Universität auf. Er stand der Deutschen Studentenschaft in Prag vor und organisierte im November 1922 einen Studentenstreik und antisemitische Hetze gegen den jüdischen Universitätsrektor Samuel Steinherz und weitere Hochschullehrer. Auch knüpfte er Verbindungen zu völkischen Studenten in Deutschland.

### Studium und frühe Karriere in Deutschland
Im Oktober 1923 kam pleyer nach München, um weiter zu studieren und zu agitieren. Er engagierte sich führend im Münchner Verband des völkischen Hochschulrings Deutscher Art, für den er unter anderem die Deutschen Akademischen Stimmen redigierte. Als Teilnehmer am Hitlerputsch wurde er im Dezember 1923 verhaftet und aus Bayern ausgewiesen. Von 1923 bis 1933 war er Mitglied im Bund Oberland.
Pleyer ging nach Tübingen, wo er 1925 bei Johannes Haller über Die Politik Nikolaus' V. (1927) promoviert wurde. Im gleichen Jahr wurde er bei einer nationalsozialistischen Demonstration gegen den Mathematiker und Pazifisten Emil Julius Gumbel, die sich zu einer Straßenschlacht mit Angehörigen des Reichsbanners entwickelte, verhaftet und des Landfriedensbruchs angeklagt. 1926 ging er als Assistent an das von Max Hildebert Boehm geleitete Berliner Institut für Grenz- und Auslandsstudien. Gleichzeitig arbeitete er am Politischen Kolleg für nationalpolitische Schulungsarbeit des Historikers und damaligen DNVP-Politikers Martin Spahn. 1928 übernahm Pleyer die Geschäftsführung, leitete deren Mitteleuropäische Mittelstelle und war Politischer Referent. Auch organisierte er ab 1926 dort sudetendeutsche Tagungen.
Im August 1930 referierte Pleyer vor dem Jugendbund Deutscher Kreis über den „bündischen Gedanken“ in der deutschen Geschichte und veranlasste den Bund, sich politisch zu engagieren. Dazu wurde am 17. August 1930 die Bündische Reichsschaft, eine Dachorganisation mit völkischen und neonationalistischen Zielen, gegründet. Pleyer, der selbst keinem Jugendbund angehörte, übernahm die Führung. Die Zeitschrift des Deutschen Kreises, die Bündische Welt, erschien ab Dezember 1930 mit dem Untertitel Monatsschrift der Bündischen Reichsschaft. Zu dieser Zeit und bis 1934 bestand ein enges und aufeinander abgestimmtes Zusammenwirken mit August Georg Kenstler und dessen Zeitschrift Blut und Boden.

### Im Nationalsozialismus
Von 1930 bis 1933 lehrte Pleyer als Referent für Geschichte und Soziologie an der Berliner Hochschule für Politik in Berlin. Im Mai 1934 wurde er Dozent an der Friedrich-Wilhelms Universität Berlin. Hier habilitierte er sich 1934 bei Hermann Oncken und Fritz Hartung über Die Landschaft im neuen Frankreich. Da Pleyer darin den völkischen Gehalt und die Einheitlichkeit der französischen Nation in Frage stellte, erregte die Veröffentlichung auch in Frankreich Aufsegen. Das Auswärtige Amt ließ die Auflage 1936 beschlagnahmen und setzte gegen die Intervention des Reichspropagandaministeriums aus außenpolitischer Rücksichtnahme ein Publikationsverbot durch. Erst 1940 konnte die Habilitationsschrift problemlos publiziert werden.
Innerhalb des Vereins für das Deutschtum im Ausland gründete Pleyer 1934 einen „Volkswirtschaftlichen Arbeitskreis“ als „Organ der nationalsozialistischen Hochschulerneuerung“. In dem Arbeitskreis trafen sich die Historiker Theodor Schieder, Werner Conze und Rudolf Craemer sowie Emil Meynen, Gunther Ipsen, Hermann Raschhofer, Theodor Oberländer, Richard Csaki, Max Hildebert Boehm, Hans Harmsen und Hans Steinacher, um sich an der Ausformulierung der NS-Volksgruppenpolitik zu beteiligen.
Pleyer gehörte ab 1935 beim Reichsinstitut für Geschichte des Neuen Deutschlands dem Beirat der „Forschungsabteilung Judenfrage“ an, hielt antisemitische Vorträge und veröffentlichte in den Forschungen zur Judenfrage. 1937 wurde er als Professor für mittlere und neuere Geschichte an die Universität Königsberg berufen. Dort übernahm er den Lehrstuhl des von den Nazis als Juden vertriebenen Professors Hans Rothfels. 1939 folgte er einem persönlichen Ruf seines Freundes und seinerzeitigen Rektors Harold Steinacker als Professor an die Universität Innsbruck.
Pleyer erhielt 1936 die deutsche Staatsangehörigkeit. Nachdem er bereits zuvor Lektor der Parteiamtlichen Prüfungskommission und für das Hauotschulungsamt der NSDAP tätig gewesen war, trat er zum 19. November 1940 der NSDAP bei (Nr. 7.869.915).
Unter dem Titel „Kampf um den deutschen Lebensraum“ veröffentlichte Pleyer Ende 1939 in den Schulugsheften des OKW eine Legitimation des deutschen Überfalls auf Polen. Bei Ausbruch des Zweiten Weltkrieges meldete er sich erneut freiwillig zum aktiven Wehrdienst. 1938 war er schon mit den deutschen Truppen ins Sudetenland einmarschiert. 1940 nahm er am Westfeldzug teil, wurde verwundet und erhielt das Eiserne Kreuz Erster und Zweiter Klasse. Auch beteiligte er sich am Überfall auf die Sowjetunion. Er fiel als Oberleutnant und Kompaniechef während der Kesselschlacht von Demjansk.
Während seines letzten Fronturlaubs zur Jahreswende 1941/42 verfasste Pleyer das Buch Volk im Feld, das die brutale Behandlung von Kriegsgefangenen und der Zivilbevölkerung im Osten rechtfertigte, die „Ausrottung des Judentums“ propagierte und während des Krieges in hohen Auflagen gedruckt und verbreitet wurde. In Königsberg wurde Pleyer 1944 posthum der Kant-Preis verliehen.
Pleyer zählt – dem Historiker Ulrich Pfeil zufolge – neben Walter Frank und Adolf Helbok zu den radikalsten „Nazi-Historikern, die sich unbestritten in den Dienst des Regimes stellten, antisemitisch waren und die Politik des Völkermordes rechtfertigten“.
Von Pleyers Schriften wurden Die Kräfte des Grenzkampfes in Ostmitteleuropa (Hanseatische Verlags-Anstalt, Hamburg 1937), Gezeiten der deutschen Geschichte (Langen/Müller, München 1939) und Volk im Feld (Hanseat. Verl. Anst., Hamburg 1943) nach dem Krieg in der Sowjetischen Besatzungszone auf die Liste der auszusondernden Literatur gesetzt.
Barbara Rotraut Pleyer ist eine Tochter Kleo Pleyers.

## Schriften (Auswahl)
- Frühlicht. Gedichte. Aurora, Dresden-Weinböhla 1920.
- Wintersonnenwende. Ein Zeitwerk in 4 Aufz. 1. Auflage. M. Ahnert, Cassel 1922.
- Die Politik Nikolaus V. Kohlhammer, Stuttgart 1927. (Dissertation bei Johannes Haller)
- (Hrsg.): Jugend und Reich. Im Auftrag und Verlag des Bundes Jungdeutschland, Berlin 1928.
- Die Landschaft im neuen Frankreich: Stammes- und Volksgruppenbewegung im Frankreich des 19. und 20. Jahrhunderts. W. Kohlhammer, Stuttgart 1935. (Habilitationsschrift)
- Die Kräfte des Grenzkampfes in Ostmitteleuropa. Hanseatische Verlagsanstalt, Hamburg 1937. Schriften des Reichsinstitutes für Geschichte des neuen Deutschlands.
- Stein und Stadion. In: Gesamtdeutsche Vergangenheit : Festgabe für Heinrich Ritter von Srbik zum 60. Geburtstag am 10. November 1938. Bruckmann, München 1938, S. 222–235.
- Gezeiten der deutschen Geschichte. Langen/Müller, München 1939.
- Kampf um den deutschen Lebensraum – Ein raumpolitischer Atlas mit Erläuterungen; Vom politischen Ende des römischen Reiches deutscher Nation bis zum germanischen Reich deutscher Nation. Hrsg. von dem Verlag der Zeitschriften „Die Zivilversorgung“ und „Staats- und Selbstverwaltung“. Kameradschaft Verlagsgesellschaft Gersbach und Co, Berlin 1938
- Frankreich als Nationalitätenstaat. In: Deutschlands Erneuerung : Monatsschr. für d. dt. Volk.25 (1941) 1941, S. 130–135.
- Grossdeutsche Geschichtskunde. In: Reich und Reichsfeinde.3 (1943) 1943, S. 125–142.
- Volk im Feld. Hanseatische Verl.-Anst, Hamburg 1943. (Mehrere Auflagen)